# Rapé

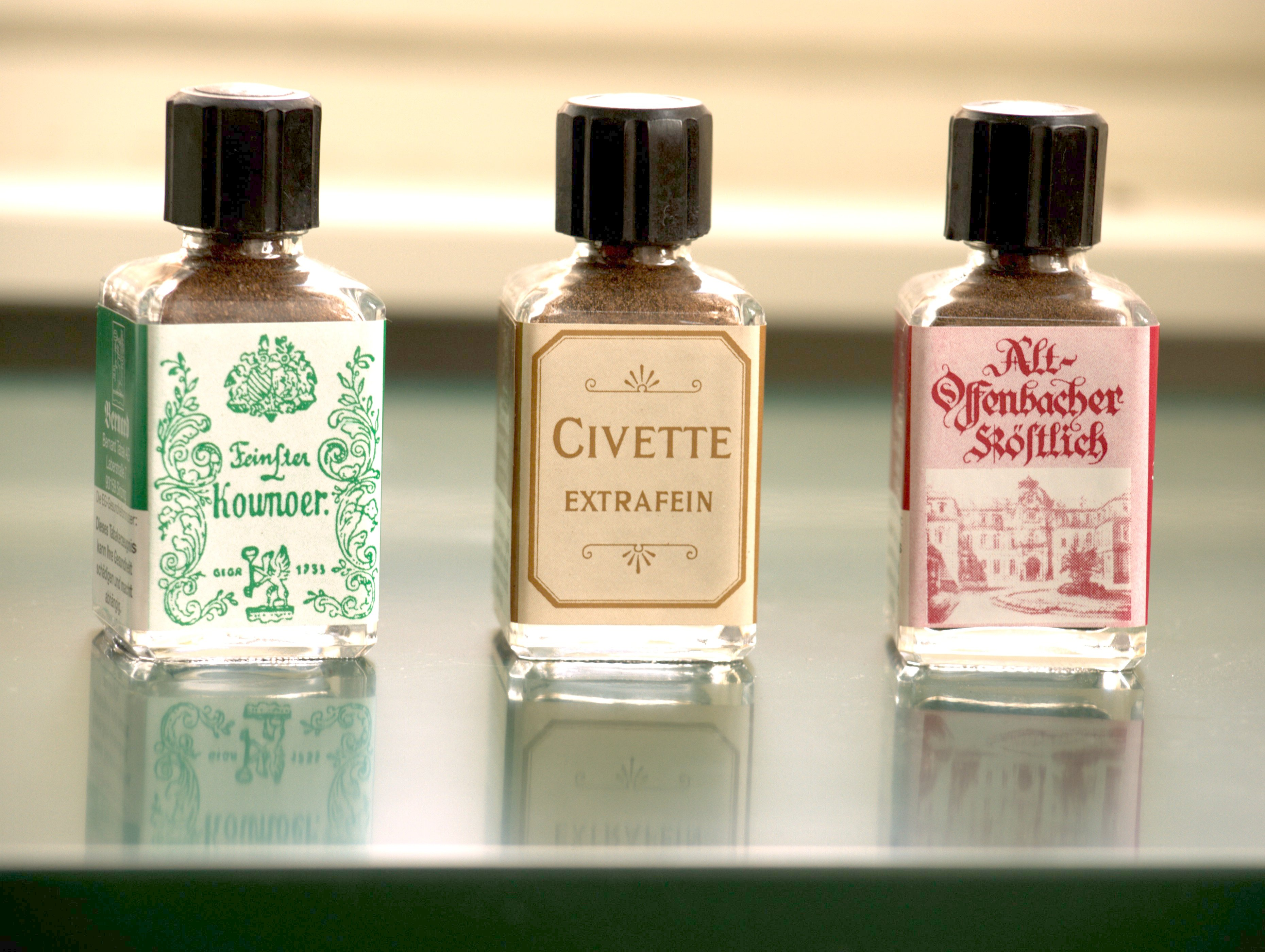
Variedades de rapé alemán

El rapé es un preparado a partir de las hojas de la planta del tabaco (Nicotiana tabacum) secadas, molidas y habitualmente aromatizadas para su consumo por vía nasal. La palabra proviene del francés râpé, que significa "rallado". Se comercializa con el nombre "tabaco de aspirar".
También se utiliza el mapacho (Nicotiana rustica) para producir rapés más potentes, ya que esta especie de Nicotiana contiene una mayor concentración de sustancias activas (de 10 a 15 veces).

## Historia

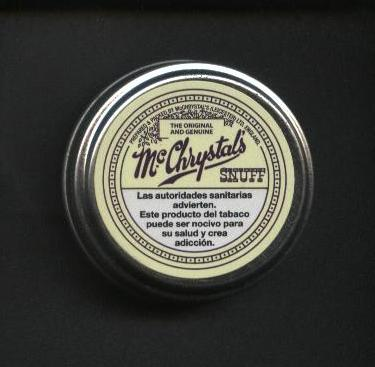
Rapé británico, comercializado en España.

Como la mayor parte de las formas de consumo de tabaco, la inhalación de rapé proviene de la América precolombina. La población indígena de Brasil fue el primer pueblo conocido en usar esta forma de tabaco, la cual confeccionaban a través del uso de morteros de palisandro. Las primeras descripciones de la práctica de inhalar polvos de origen botánico constan del segundo viaje antillano (1493-1496) de Cristóbal Colón y fueron recogidas por el religioso fray Ramón Pané:

Cuando alguno está enfermo, le llevan el buhuitihu, que es el médico; éste es obligado a guardar dieta, lo mismo que el doliente, y a poner cara de enfermo, lo cual se hace así para lo que ahora sabréis. Es preciso que el médico se purgue también como el enfermo, y para purgarse toma cierto polvo llamado cohoba, aspirándolo por la nariz, el cual les embriaga de tal modo que luego no saben lo que se hacen, y así dicen muchas cosas fuera de juicio, afirmando que hablan con los cemíes, y que éstos les han dicho de dónde provino la enfermedad.

El propio fray Ramón Pané es reconocido por algunas fuentes como el introductor de las semillas de tabaco en España en 1518, mientras que otras referencias apuntan al médico y botánico Francisco Hernández de Boncalo, quien, por orden de Felipe II, las habría traído a Europa en 1559, para sembrarlas en los alrededores de Toledo. En 1561, el embajador francés en Lisboa, Jean Nicot, envió rapé a Catalina de Médici, esposa del rey Enrique II de Francia, como tratamiento medicinal para las migrañas padecidas por su hijo, lo que llevó a la popularización del mismo como remedio entre las élites. Llegados a este punto, el rapé comenzó a ser consumido en Europa entre los grupos más pudientes, pues el tabaco, en todos sus formatos, se trataba entonces de un bien de lujo. Fue durante el siglo XVIII cuando el rapé se convirtió en una moda extendida entre los círculos aristocráticos europeos. 
La tabaquera de rapé es una caja primorosa y artísticamente decorada, objeto de museo por excelencia, que ha quedado ligada como complemento habitual a la imagen del aristócrata del siglo XVIII o del siglo XIX que realizaba el ritual placentero de aspirar esta sustancia por la nariz y estornudar, lo cual se menciona también en la literatura.

## Dependencia y efectos perjudiciales en la salud
El rapé está hecho de tabaco, derivado de la planta Nicotiana tabacum que, tras ser procesada, sirve para consumirlo de la manera aquí descrita o para fumar en forma de cigarros o de pipas, chupar, masticar, en pastillas y otros productos como parches. La planta de tabaco contiene nicotina, que puede producir dependencia en el consumidor.[cita requerida]
A pesar de que los pueblos tradicionales de América consideran el tabaco una planta con propiedades medicinales, su uso excesivo trae muchos problemas a la salud. Un grupo de ocho investigadores dirigido por Eberhard Greiser, del Instituto de Epidemiología e Investigación Preventiva de la Universidad de Bremen (BIPS) investigó si el consumo de tabaco en polvo desencadena no solo erupciones fisiológicas inofensivas sino también procesos patológicos graves como el cáncer nasal. Se notó que cualquier persona que alguna vez había tenido un resfriado tenía un riesgo promedio 45 % mayor de cáncer nasal. Sin embargo, el intervalo de confianza osciló entre 0,88 y 2,38, lo que significa que el resultado no alcanzó significación estadística. La cantidad de nicotina recibida al aspirar rapé es similar a la que se recibe al fumar, y al no haber combustión, se evitan muchas sustancias químicas cancerígenas. Las sustancias componentes más dañinas en el mismo son las nitrosaminas específicas del tabaco, aunque las nitrosaminas son compuestos orgánicos que generalmente se originan por la reacción de una amina secundaria con nitritos en un medio muy ácido y su formación se ve favorecida por la temperatura elevada; en el caso del rapé, el medio es alcalino y la temperatura baja (en inglés, tobacco-specific nitrosamines, TSNA).